# Монастырь Святых Царственных Страстотерпцев
Монасты́рь святы́х Ца́рственных страстоте́рпцев — православный мужской монастырь, построенный в 2000—2003 годах на Ганиной Яме близ Екатеринбурга — на месте шахты, в которую 17 июля 1918 года были сброшены тела Николая II и его семьи, канонизированных Русской православной церковью за рубежом в 1981 году в лике святости «мученики» и Русской православной церковью в 2000 году в лике Царственных страстотерпцев.
Монастырский комплекс состоит из семи деревянных храмов, по числу погибших членов царской семьи. На его территории также установлены три памятника: императору Николаю II, императрице Александре Фёдоровне и их детям.
Монастырь, называемый также «Царским монастырём» и «Царской обителью», стал главным, после Храма на Крови, центром почитания святой царской семьи. Ежегодно его посещают свыше 300 тысяч паломников.

## Предыстория
В ночь на 17 июля 1918 года в Ипатьевском доме в Екатеринбурге были расстреляны семеро членов царской семьи: последний российский император Николай II, императрица Александра Фёдоровна, великие княжны Ольга, Татьяна, Мария, Анастасия и цесаревич Алексей, а также четверо их слуг. Тела убитых были привезены в урочище Ганина Яма и сброшены в заброшенную шахту. Белогвардейское расследование убийства царской семьи в 1918—1919 годах обнаружило в урочище два костровища, на которых была сожжена одежда убитых, а также шахту, куда сбрасывались тела, но не сами останки, и сделало вывод, что останки были уничтожены без следа на Ганиной Яме. Следователь Николай Соколов, возглавлявший расследование, написал о нём книгу, изданную в 1925 году в Берлине.
Летом 1991 года писатель Владимир Солоухин прибыл в Екатеринбург для того, чтобы, основываясь на сведениях из книги Соколова, отыскать Ганину Яму. Один из местных жителей из близлежащей деревни Коптяки указал ему «место, где сжигали царя». По благословению архиепископа Свердловского Мелхиседека там была отслужена панихида и был установлен первый памятный крест.

## История
В августе 2000 года на Архиерейском соборе Русской православной церкви были прославлены в лике страстотерпцев Николай II и его семья. 23 сентября 2000 года во время визита на уральскую землю патриарх Алексий II посетил урочище Ганина Яма и, благословив учреждение монашеской обители, поставил свою подпись на генеральном плане монастыря. Первый камень монастыря был заложен 1 октября 2000 года. 27 декабря Священный синод официально благословил открытие мужского монастыря во имя Царственных страстотерпцев в урочище Ганина Яма, и был назначен наместник — иеромонах Донат (Малков), а 28 декабря здесь был учреждён мужской монастырь Святых Царственных Страстотерпцев.
Первым священноархимандритом монастыря стал архиепископ Викентий (Морарь), назначивший Сергия (Романова) первым игуменом (27 декабря 2000 года[уточнить] — 20 апреля 2005), и поручивший ему организацию строительных работ. Сергий был первым собирателем святынь монастыря.

## Текущая жизнь

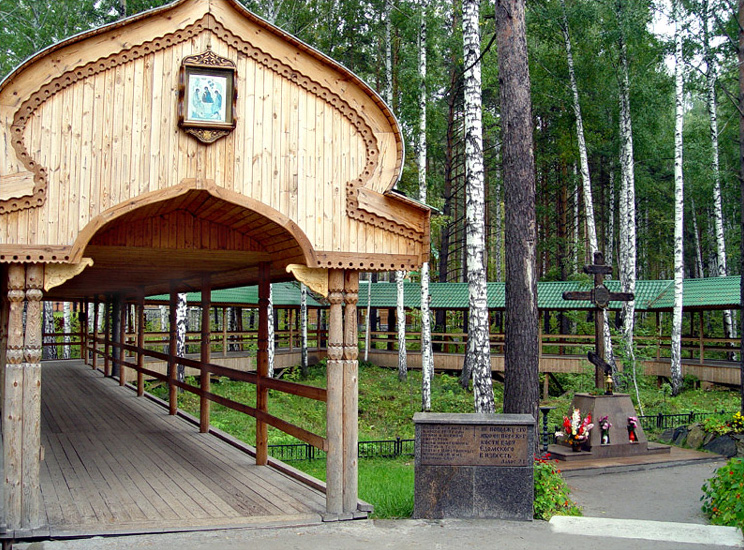
Поклонный крест и галерея вокруг шахты

### Паломники
Для паломников в монастыре была построена трапезная и гостиница на 150 мест. Был открыт специальный пригородный автобусный маршрут (№ 223) от Екатеринбурга до монастыря.
Для тех, у кого нет возможности побывать в обители лично, на сайте монастыря был открыт раздел для заказа молитв и оплаты их онлайн через Робокассу.

### Пожары
Деревянный монастырь неоднократно становился жертвой пожаров.
Первый пожар произошёл в начале ноября 2007 года. Тогда сгорела одна из построек монастыря.
Через полгода, 30 апреля 2008 года, пожар уничтожил музей и монастырскую лавку.
14 сентября 2010 года в огне полностью сгорел самый большой храм монастыря — Храм иконы Божией Матери «Державная». По заключению пожарных, причиной этого пожара стало нарушение правил пожарной безопасности при обращении с печным оборудованием. После этого случая, по указанию наместника отца Феодосия, в центре монастыря был вырыт пожарный водоём. Через четыре года на месте прежнего был воздвигнут новый храм.
В ночь на 5 февраля 2012 года произошёл пожар в игуменском доме монастыря, в котором размещаются бухгалтерия и вспомогательные службы обители. При пожаре были повреждены первый этаж, перекрытия между первым и вторым этажом и кровля здания. Общая площадь пожара составила 300 м²., в его тушении участвовали 51 пожарный и 15 единиц техники.
В ночь с 3 на 4 октября 2018 года Царский храм, один из наиболее посещаемых прихожанами и туристами храмов Ганиной Ямы, был охвачен огнем. Пламя частично повредило иконостас и малый купол храма, а общая площадь пожара составила 70 м2. Чтобы восстановить храм, его решили «раскатать по бревнышку». Пожар в храме устроил молодой человек, он взломал ящик для пожертвований и поджег здание.

## Монастырский комплекс

### Храмы
В состав монастырского комплекса входят семь храмов:

#### Храм святых Царственных страстотерпцев

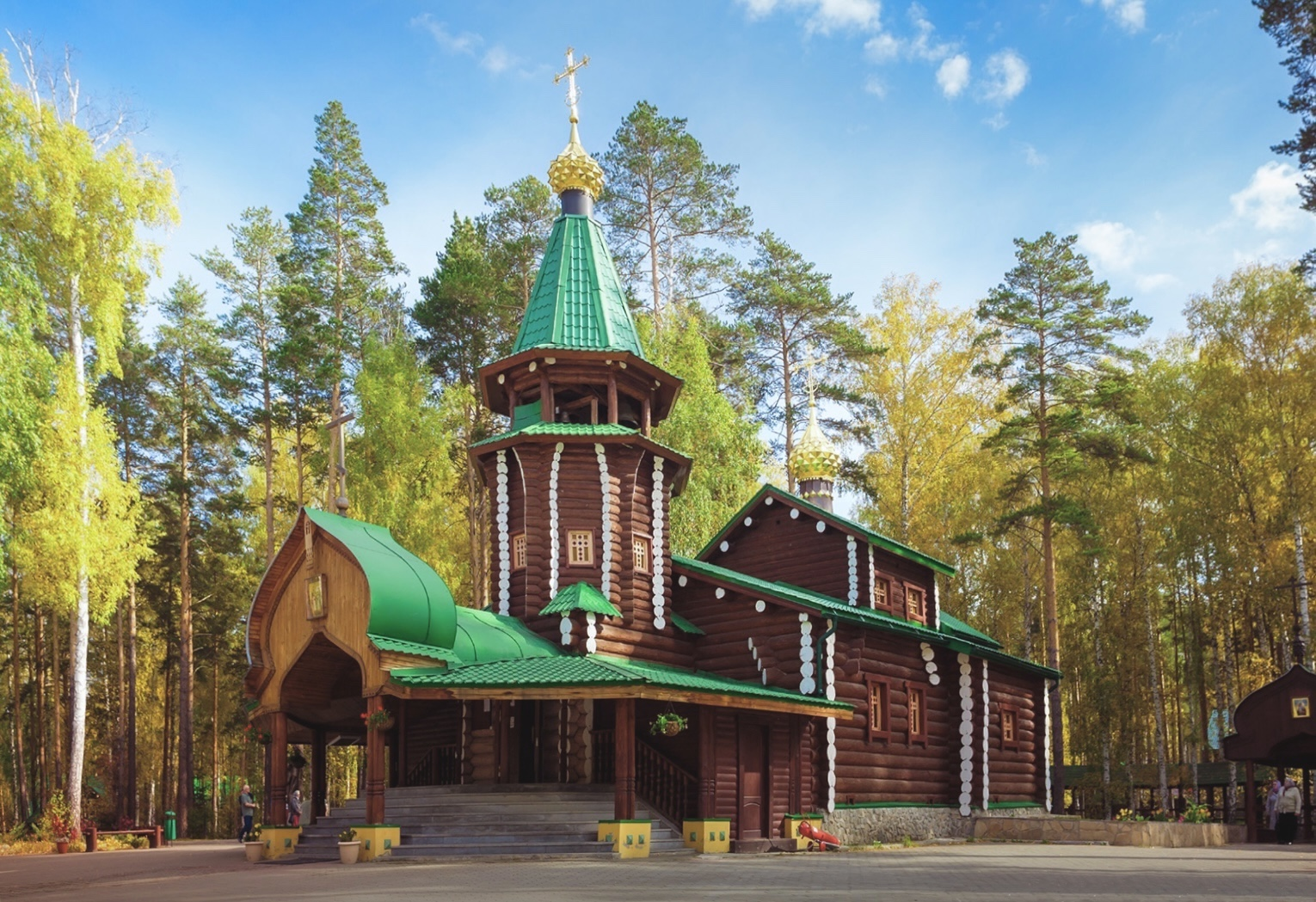
Храм святых Царственных страстотерпцев

Храм святых Царственных страстотерпцев, или как его называют в обители Царский храм, был заложен самым первым, 1 октября 2000 года. Менее чем через три месяца, 27 декабря, храм был уже построен и освящён. Этот храм ближе остальных расположен к шахте № 7, в которую были сброшены тела Царственных страстотерпцев.
На храмовой иконе члены царской семьи стоят плечом к плечу, вознося свои молитвы перед престолом Божиим. Эта храмовая икона Царственных страстотерпцев получила широкое народное почитание. Ей были преподнесены многочисленные дары теми, кто по заступничеству небесных покровителей монастыря получил просимое.
На колокольне храма находятся восемь колоколов. На каждом — икона одного из членов царской семьи. Самый маленький — назван в честь царевича Алексия, и дальше по возрастанию — до колокола с иконой Николая II. На восьмом колоколе изображена икона всех Царственных страстотерпцев. Эти колокола монастырь получил в дар от певца Александра Новикова.

#### Храм преподобного Серафима Саровского

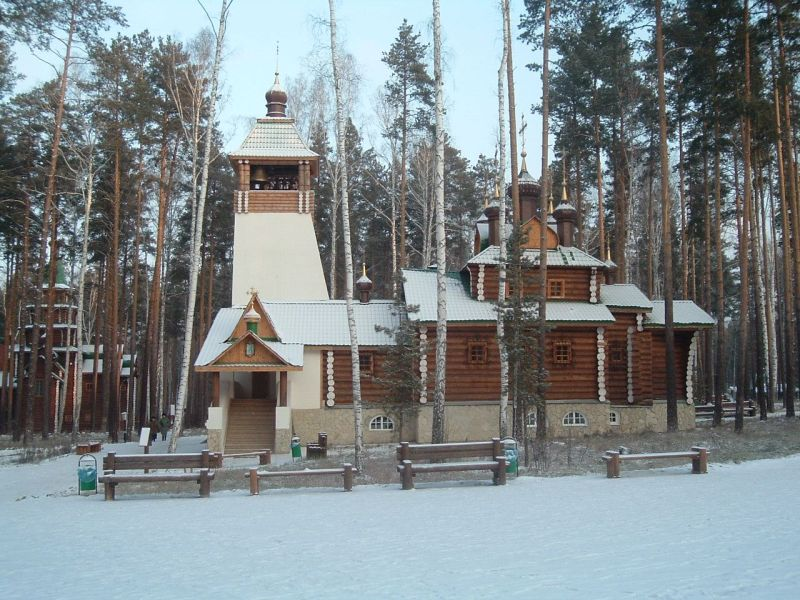
Храм преподобного Серафима Саровского

Храм преподобного Серафима Саровского стал вторым храмом в обители. Он был заложен 10 марта 2001 года, а освящён 7 июня 2001 года, в день рождения императрицы Александры Фёдоровны. Храм имеет два придела: верхний — во имя преподобного Серафима Саровского и нижний, освящённый в честь особо чтимой им иконы Божией Матери «Умиление».
В Серафимовском приделе находится старинная икона с ликом преподобного старца. Её принесли в обитель едва узнаваемой, но со временем её образ обновился. Император Николай II очень почитал преподобного Серафима Саровского и способствовал его канонизации в 1903 году. Царская семья, присутствовавшая в Дивеевском монастыре на канонизации старца, молилась там о даровании наследника и через год у них родился цесаревич Алексей.
Нижний придел храма — монашеский. Здесь, перед иконой Пресвятой Богородицы «Умиление», братия монастыря читает Неусыпаемую Псалтирь.

#### Храм преподобного Сергия Радонежского

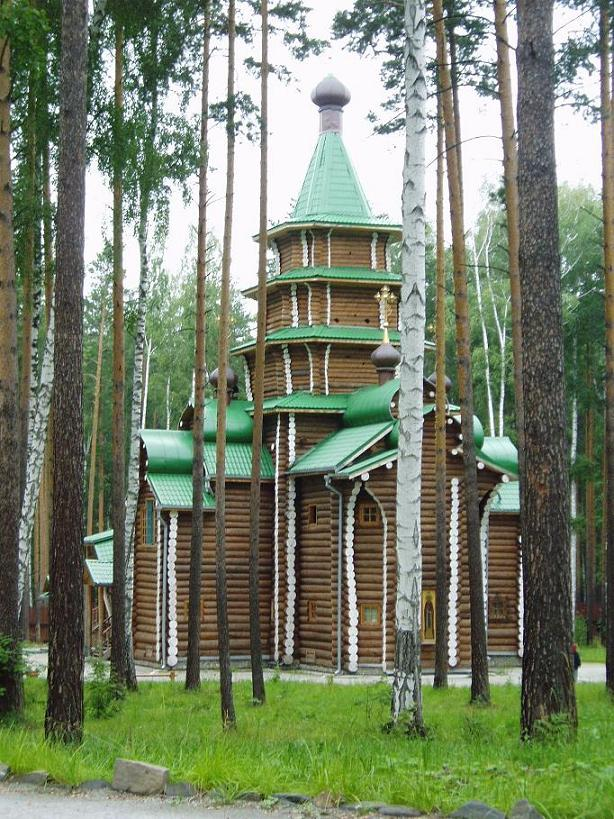
Храм преподобного Сергия Радонежского

Храм преподобного Сергия Радонежского был заложен 15 марта 2001 года, а освящён 18 июля 2001 года, в день обретения мощей преподобного. Высота храма — около 27 метров. Он — многоярусный, что нетипично для русской храмовой архитектуры. Известны лишь несколько подобных церквей, например Ильинская церковь в Белозёрске или Вознесенская — в Торжке.
Преподобный Сергий Радонежский издревле пользовался особым почитанием среди русских князей и царей. Поэтому третий храм монастыря был посвящён именно этому святому.
В Свято-Сергиевском храме хранится список с чудотворной иконы Божией Матери «Феодоровская», сделанный ещё при жизни царской семьи. В алтаре храма — образ Богородицы «Троеручица», подаренный первому наместнику обители монахами Хиландарского монастыря на Афоне.

#### Храм Иверской иконы Божией Матери

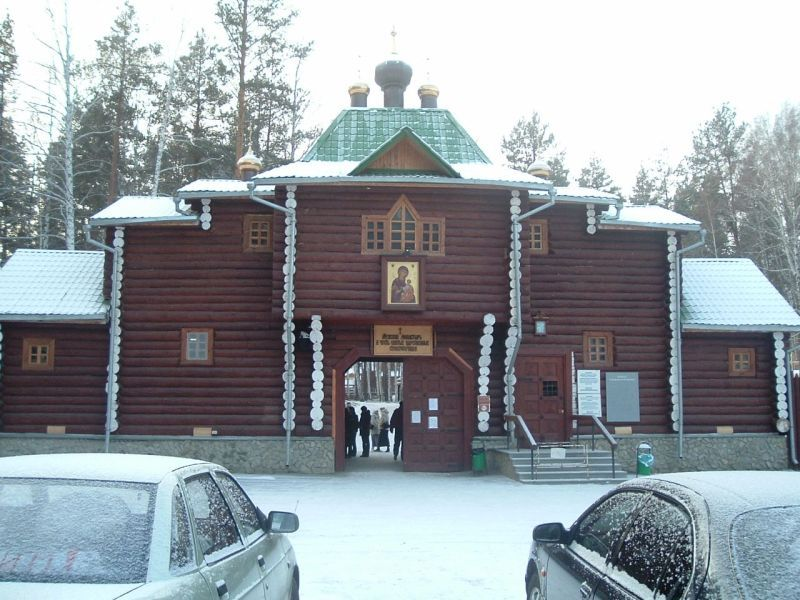
Надвратный храм Иверской иконы Божией Матери

Храм Иверской иконы Божией Матери называется надвратным, так как расположен над входными воротами в монастырь. Он был заложен 11 апреля 2001 года, а освящен 22 сентября 2001 года. Иверский образ Божией Матери, или «Вратарница», расположенный на внешней стене храма, первой встречает паломников монастыря.
Иверская икона особенно почиталась русскими самодержцами. При въезде в Москву они молились перед этим чудотворным списком, находящимся в часовне у Красной площади Кремля.
Сама же Иверская икона, по преданию написанная евангелистом Лукой, хранится в одном из монастырей на Афоне. Афонским обителям оказывали свою поддержку многие российские государи, в том числе и император Николай II.

#### Храм святителя Николая Чудотворца

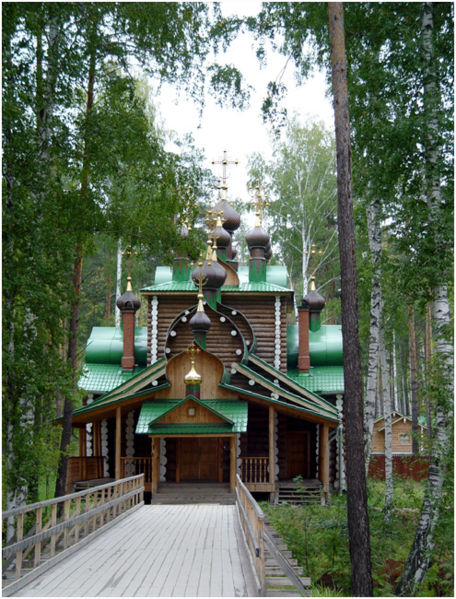
Храм праведного Иова Многострадального

Храм святителя Николая Чудотворца является уникальным для православной храмовой архитектуры, так как его венчают 17 куполов — в память о дате гибели царской семьи. Высота храма также составляет 17 метров. Он был заложен весной 2001 года, а освящён 19 мая 2002 года.
В храме пребывает особая святыня — икона святителя Николая Чудотворца — небесного покровителя Николая II, принадлежавшая лично ему. Как рассказывает паломникам в монастыре хранитель иконы священник Владимир Ведерников, Николаю II, находившемуся в заключении в Ипатьевском доме, удалось незаметно передать этот образ двум монахиням Ново-Тихвинского монастыря. Впоследствии одна из сестёр в конце 1950-х годов вручила эту икону одному священнику в Свердловске, который в 2002 году передал этот святой образ монастырю.
Также в храме находятся частицы мощей преподобного Макария Великого, преподобного Ефрема Сирина, святителя Иоанна Златоуста, великомученика Пантелеимона, преподобного Иоанна Дамаскина, святителя Иоанна Тобольского и других угодников Божиих.

#### Храм иконы Божией Матери «Державная»

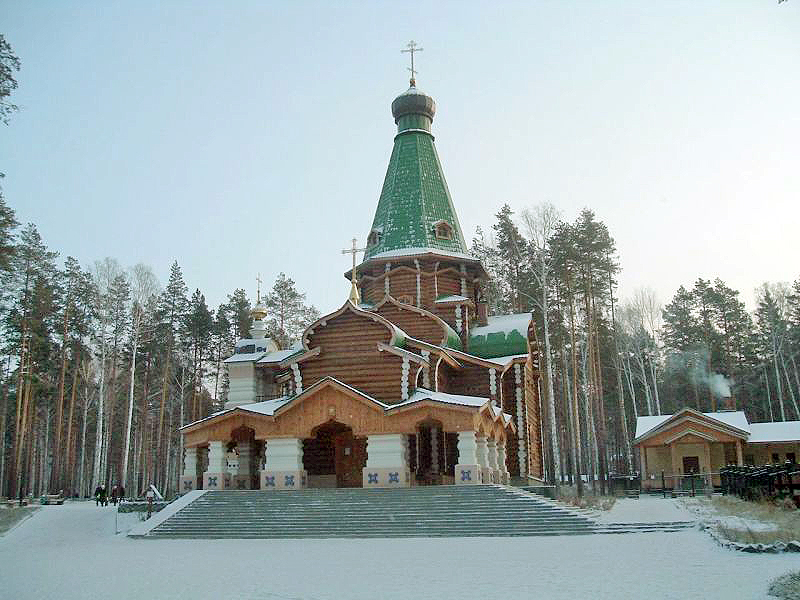
Храм иконы Божией Матери «Державная»

Храм иконы Божией Матери «Державная» является самым большим и высоким в обители, его высота около 48 метров. Первоначальный храм был заложен 6 февраля 2002 года, но полностью сгорел при пожаре 14 сентября 2010 года.
15 марта 2011 было объявлено о начале строительства нового здания Державного храма. Закладной камень в основание храма заложил 18 мая 2013 года патриарх Кирилл. Новый храм был освящён 26 октября 2014 года.
Образ Божией Матери «Державный» был обретён в селе Коломенском в день отречения императора Николая II от Российского престола. На иконе Богородица изображена с державой — символом государственной власти монарха. В память о тех событиях в монастыре и было решено создать такой храм.

#### Храм праведного Иова Многострадального
Храм праведного Иова Многострадального стал последним храмом монастырского комплекса. Он был заложен 9 февраля 2003 года, освящён 23 сентября 2003 года, но после 2007 года был существенно перестроен. Сейчас это храм для монастырской братии.
День рождения Николая II приходится на 19 мая — день памяти святого Иова Многострадального. Император не раз упоминал это обстоятельство, говоря о своей внутренней готовности принять испытания, которые одно за другим обрушивались на него и в государственной, и в личной жизни.
В Брюсселе находится другой храм во имя праведного Иова Многострадального, также посвящённый царской семье, но принадлежащий РПЦЗ. В 1920 году белогвардейский следователь Николай Соколов, изучавший обстоятельства гибели членов царской семьи, передал в эмиграции князю Ширинскому-Шихматову маленькие частицы костей, которые он обнаружил на Ганиной Яме в 1919 году. 1 октября 1950 года при освящении брюссельского храма эти останки, запечатанные в свинцовом цилиндре, были замурованы в стене храма.

### Памятники

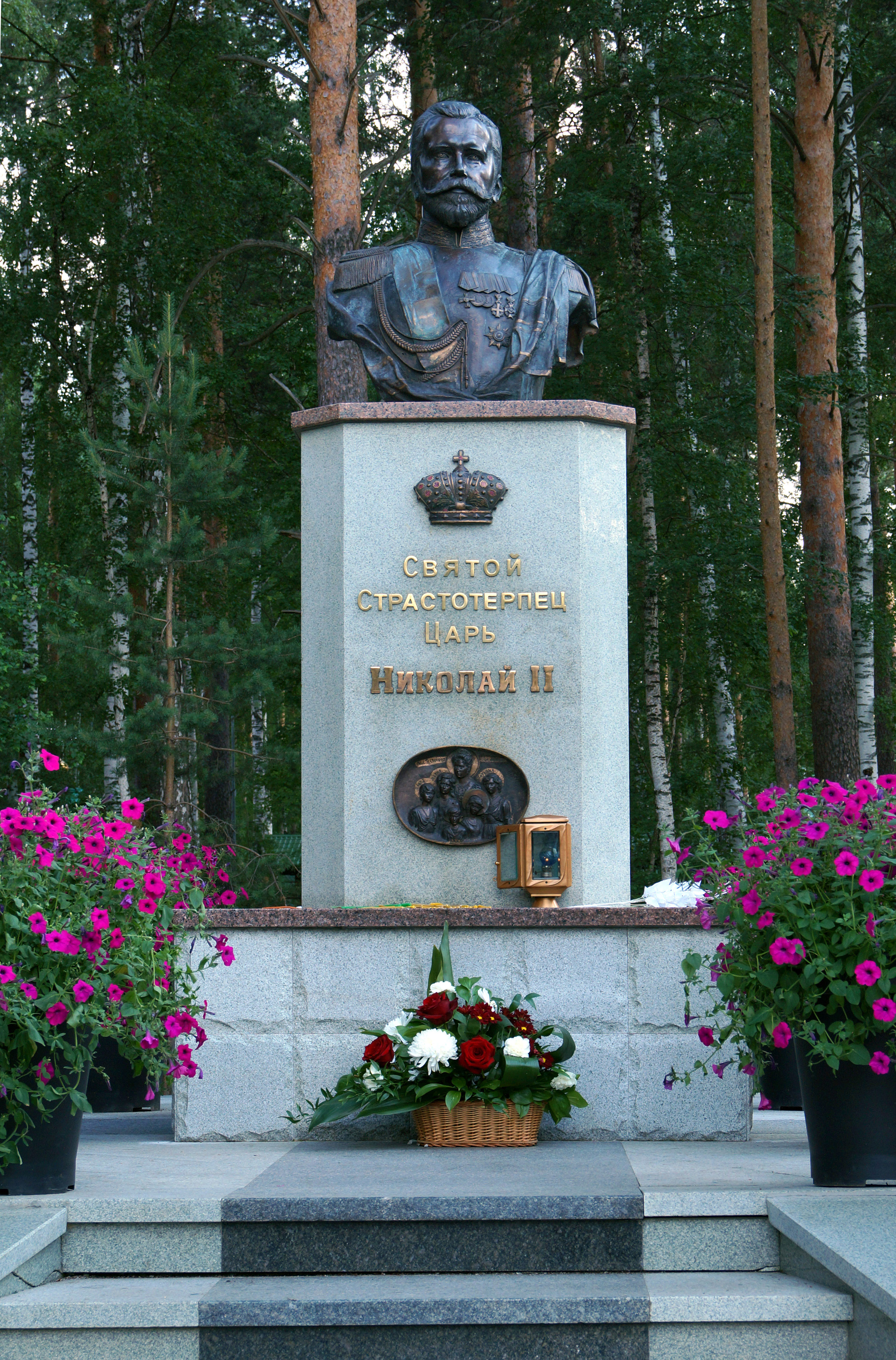
Памятник Св. Страстотерпцу Царю Николаю II. 17 июля 2018

На территории монастыря установлены три памятника:

#### Памятник императору Николаю II
Памятник святому Страстотерпцу императору Николаю II был подарен обители в 2008 году паломниками из Киева. Этот бронзовый бюст был торжественно установлен 19 мая 2008 года, в день рождения государя. После его появления было принято решение установить памятники и другим членам царской семьи. Все памятники установили на одной аллее, ведущей к шахте и храму святых Царственных страстотерпцев.

#### Памятник императрице Александре Фёдоровне

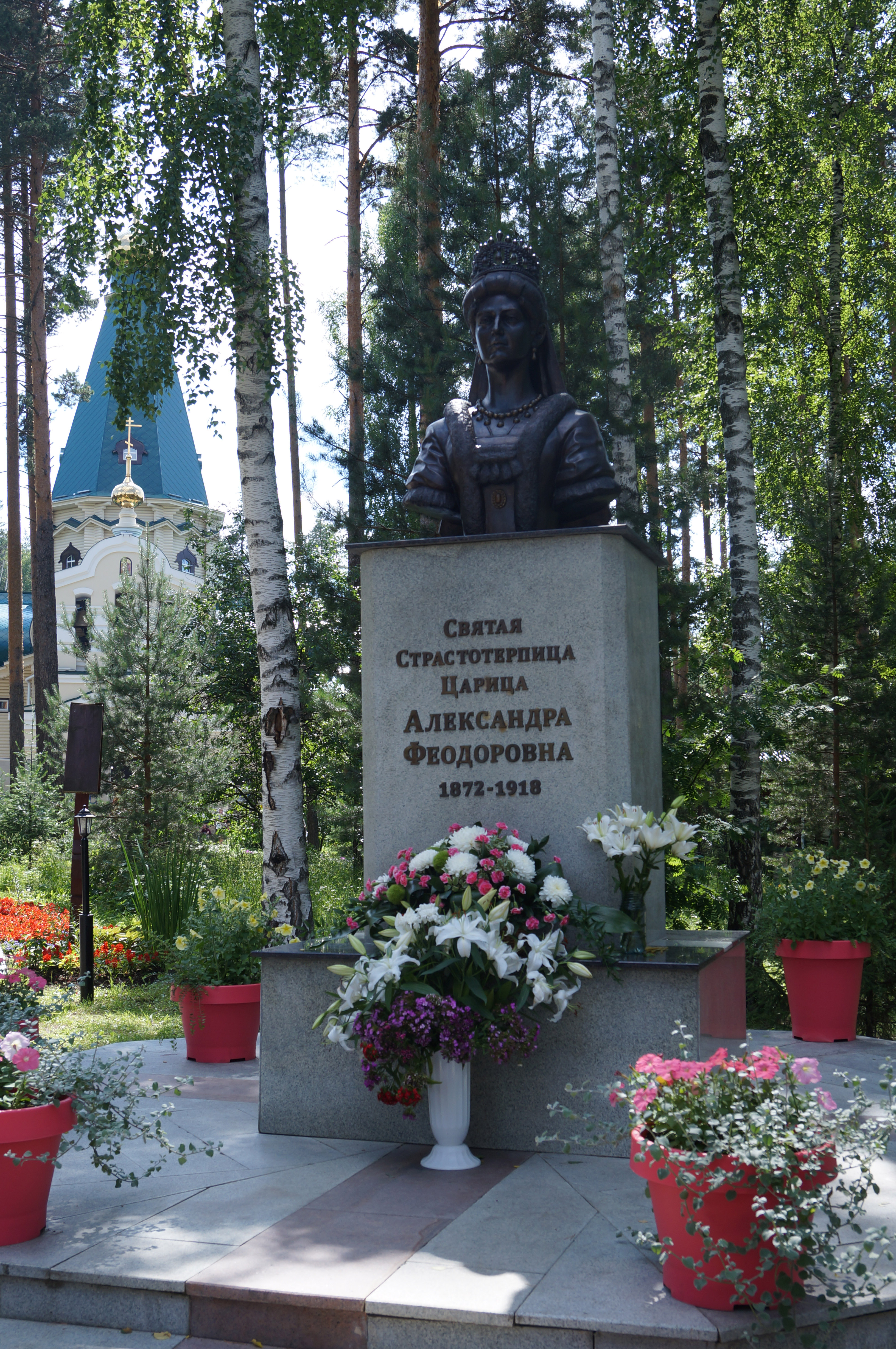
Памятник Св. Страстотерпице Царице Александре Феодоровне. 17 июля 2018

Памятник святой Страстотерпице императрице Александре Фёдоровне был установлен в июле 2011 года во время проведения ежегодного фестиваля православной культуры «Царские дни». Бронзовая скульптура выполнена уральским скульптором Игорем Акимовым. «Августейшая семья словно сопровождает паломников по всей обители»: император встречает их у входа в монастырь, императрица указывает путь к Царскому храму, а цесаревич и великие княжны зовут поклониться кресту у шахты.

#### Памятник царским детям

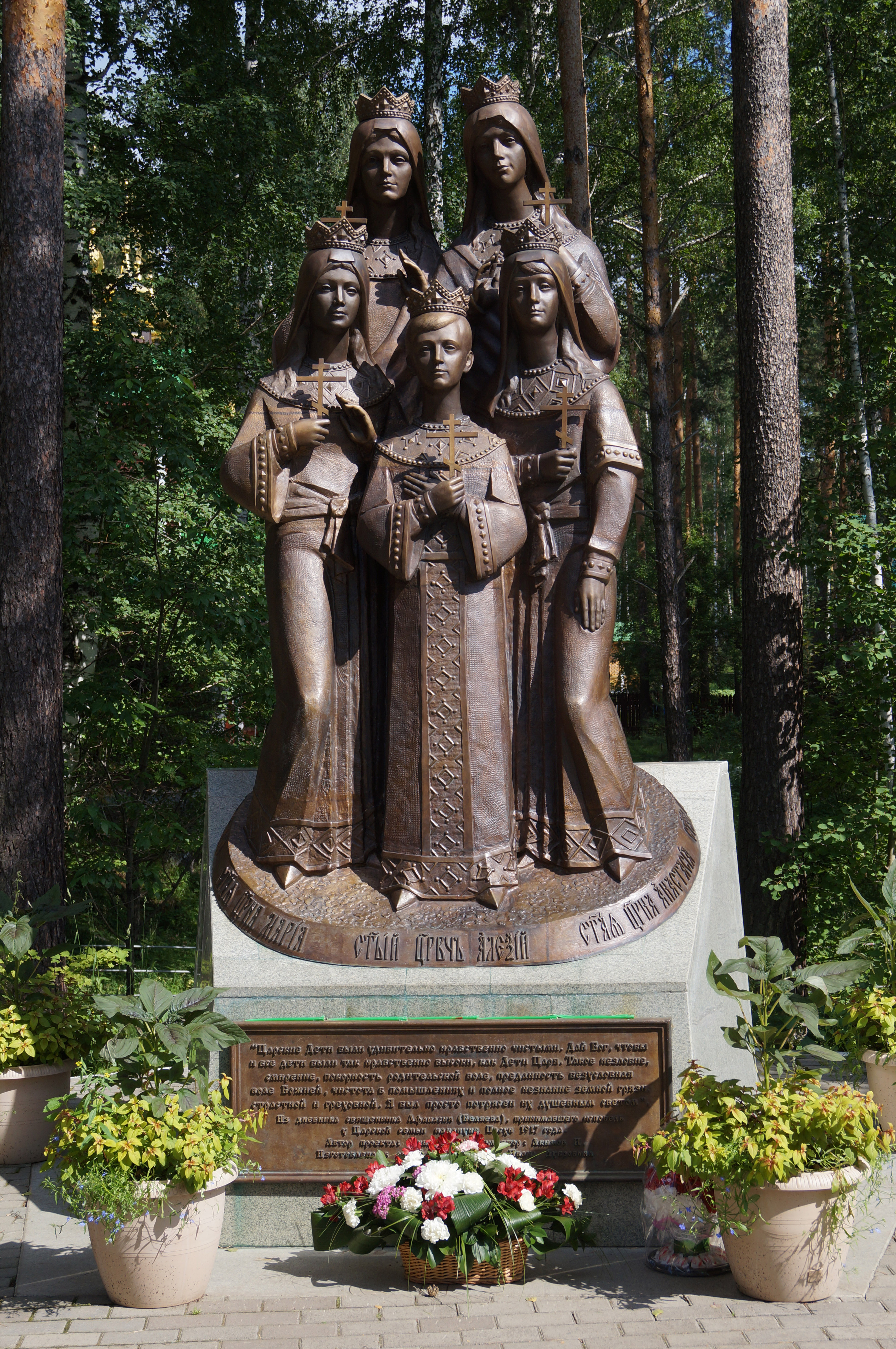
Памятник Царским Детям. 17 июля 2018

Памятник «Царские дети» был установлен 16 ноября 2011 года, в день рождения великой княжны Ольги, недалеко от поклонного креста у шахты. Монумент, как и памятник императрицы, был создан скульптором Игорем Акимовым. Высота покрытого патиной бронзового монумента составляет 2,9 метра, вес — свыше 2 тонн. По замыслу автора, великие княжны и цесаревич словно спускаются с небес с крестами в руках. Как сказал на церемонии открытия руководитель мастерской отлившей памятник Иван Дубровин, их целью было «показать, что это были очень красивые и благородные люди».

## Наместники (игумены; исполняющие обязанности игумена)
1. иеромонах Донат (Малков), наместник (28 декабря 2000 — 13 марта 2002)
2. иеромонах Сергий (Романов), игумен (27 декабря 2000 — 20 апреля 2005)[12]
3. игумен Феодосий (Гажу), игумен (20 апреля 2005 — 11 октября 2011)
4. иеромонах Амвросий (Громов), исполняющий обязанности игумена (11 октября 2011 — 23 января 2012)
5. архимандрит Пимен (Адарченко), исполняющий обязанности игумена (23 января 2012 — 26 июля 2012), игумен (26 июля 2012 — 6 октября 2017[31])
6. епископ Евгений (Кульберг), исполняющий обязанности игумена (6 октября 2017 — 15 октября 2018)
7. игумен Леонтий (Козлов), игумен (15 октября 2018[32] — 30 августа 2019[33])
8. иеромонах Мелитон (Зыбин) игумен (с 29 декабря 2022[34], и. о. с 30 августа 2019)